# Entre Rios do Sul
Entre Rios do Sul är en kommun i Brasilien.   Den ligger i delstaten Rio Grande do Sul, i den södra delen av landet, 1 400 km söder om huvudstaden Brasília. Antalet invånare är 3 080.
I omgivningarna runt Entre Rios do Sul växer huvudsakligen savannskog. Runt Entre Rios do Sul är det ganska glesbefolkat, med 24 invånare per kvadratkilometer.